# Nordvisa
Nordvisa (skrivet NordVisa av föreningen) är en ideell nordisk förening för visintresserade människor i Norden. Nordvisa bildades 1983.
Efter den så kallade "visvågen" på 1960-talet fortsatte den nordiska visans renässans. Folk från hela Norden samlades flera gånger om året på olika ställen, till exempel Tuddal i Norge, Skagen i Danmark och Särö i Sverige. Det kontaktnät som utvecklades där sökte sig en form för mer organiserat samarbete. Därför bildades den nordiska ideella föreningen Nordvisa 23 juni 1983, en övergripande förening utan nationella underavdelningar.
Nordvisa är ett informations- och kontaktcentrum som har två ben att stå på. Det ena är medlemmarnas samlade kunskap. Det andra föreningens egen ställning som nordisk representant för visan.
Medlemmar är såväl utövare, författare och lyriker, musiker, arrangörer och kulturarbetare som den nordiska visans viktigaste deltagare - lyssnarna och husbehovssångarna.
De tre riksförbunden i Norden är partnermedlemmar i Nordvisa. Från Danmark är Visens Venner Danmark (VVD) med cirka 4 000 medlemmar partnermedlem. VVD organiserar samtliga Visens Venner-föreningar i Danmark. Från Norge är Norsk Viseforum (NV) med cirka 1 600 medlemmar partnermedlem. NV organiserar alla typer av visföreningar i Norge. Från Sverige är riksförbundet Visan i Sverige (ViS) med cirka 6 000 medlemmar partnermedlem. ViS organiserar alla typer av visföreningar i Sverige samt festivaler och visrelaterade sällskap.  Partnermedlemmarna tillsätter den ena av sitt lands två styrelseplatser.
Föreningen har startat Nordiska Visskolan, tillsammans med Nordiska folkhögskolan i Kungälv, Sverige.
Föreningen har också givit ut boken 100 nordiske viser tillsammans med Nordiska ministerrådet.